# Sanavastre
Sanavastre – miejscowość w Hiszpanii, w Katalonii, w prowincji Girona, w comarce Baixa Cerdanya, w gminie Das.
Według danych INE z 2005 roku miejscowość zamieszkiwało 61 osób.